# Simyra tendinosa
Simyra tendinosa är en fjärilsart som beskrevs av Herrich-Schäffer 1845. Simyra tendinosa ingår i släktet Simyra och familjen nattflyn. Inga underarter finns listade i Catalogue of Life.

## Bildgalleri

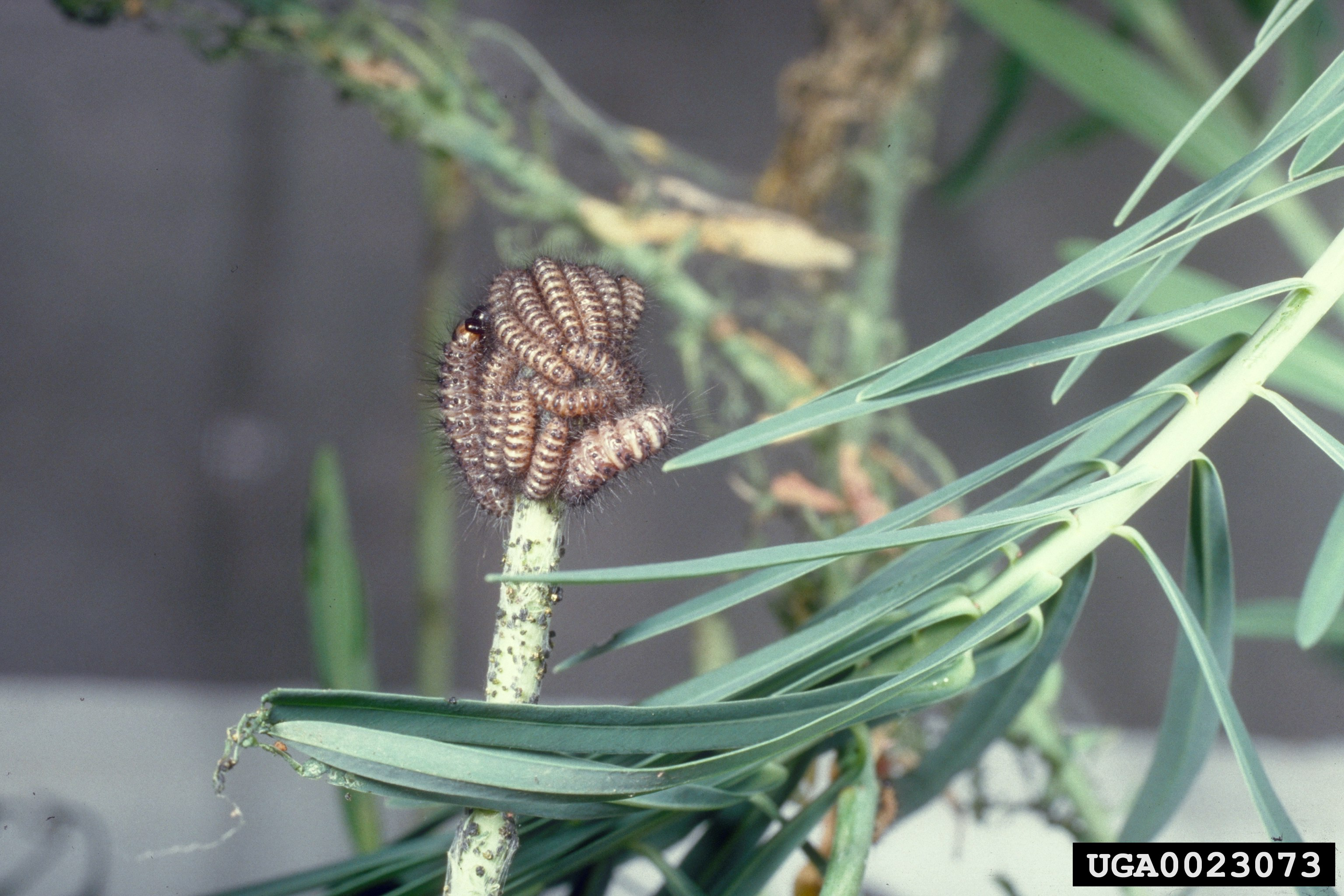